# 犹太恐怖主义

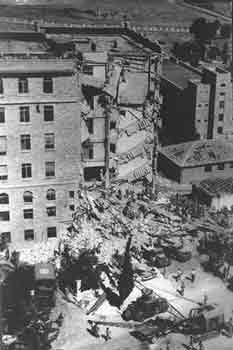
1946年大卫王酒店爆炸案后的场景

犹太恐怖主义（希伯來語：טרור דתי יהודי）是猶太教內部極端主義者實施的宗教恐怖主義。

## 相关组织
- 伊尔贡
- 萊希
- 犹太保卫同盟
- 凯煦

## 相关事件
- 大卫王酒店爆炸案
- 代尔亚辛村大屠杀
- 易卜拉欣大惨案
- 黎巴嫩传呼机爆炸案